# Stefano Tedesco
Stefano Tedesco (Thiene, 4 luglio 1988) è un ostacolista italiano, due volte campione nazionale nella specialità dei 110 metri ostacoli.

## Carriera
Grazie al minimo B, riservato dalla FIDAL agli atleti under 23, ottenuto a Montgeron il 16 maggio 2010 con 13:71 ed al titolo di campione italiano conquistato a Grosseto il 30 giugno 2010, ha guadagnato la convocazione nella squadra italiana per gli europei di Barcellona 2010.

## Palmarès
| Anno | Manifestazione   | Sede       | Evento   | Risultato | Tempo | Note                          |
| ---- | ---------------- | ---------- | -------- | --------- | ----- | ----------------------------- |
| 2009 | Europei under 23 | Kaunas     | 110 m hs | 7º        | 14"01 |                               |
| 2010 | Europei          | Barcellona | 110 m hs | Batteria  | 13"96 |                               |
| 2013 | Europei indoor   | Göteborg   | 60 m hs  | Batteria  | 7"85  | Miglior prestazione personale |

## Campionati nazionali
Campionati italiani assoluti
- 2 titoli sui 110 m hs (2009 e 2010)

Campionati italiani assoluti indoor
- 1 titolo sui 60 m hs (2013)